# Nicolò Parisini
Nicolò Parisini (Voghera, 25 aprile 2000) è un ciclista su strada italiano che corre per il Q36.5 Pro Cycling Team; professionista dal 2023, nello stesso anno ha vinto una tappa al Giro di Croazia.

## Palmarès
- 2018 (Juniores)[1]

Piccola San Geo
Trofeo Industria Commercio Peveranzese
Gran Premio U.C.A.T. 1907
Memorial Papà Bortolami
1ª tappa Tre Giorni Ciclistica Bresciana (Collio > Provaglio d'Iseo)
3ª tappa Tre Giorni Ciclistica Bresciana (Sarezzo > Sarezzo)
Classifica generale Tre Giorni Ciclistica Bresciana
Trofeo Paolo Diotto e Matteo Roma
Piccola Roubaix de Burbanè
- 2022 (Team Qhubeka, due vittorie)

La Medicea Under-23
3ª tappa Giro del Veneto (Bassano del Grappa > Conegliano)
- 2023 (Q36.5 Pro Cycling Team, una vittoria)

3ª tappa Giro di Croazia (Otočac > Abbazia)

## Piazzamenti

### Classiche monumento
- Giro delle Fiandre

2023: ritirato
2025: ritirato

### Competizioni mondiali
- Campionati del mondo

Wollongong 2022 - In linea Under-23: 35º

### Competizioni continentali
- Campionati europei

Anadia 2022 - In linea Under-23: 6º